# Alexander Ball
Alexander John Ball (Painswick, 22 luglio 1757 – Attard, 25 ottobre 1809) è stato un ammiraglio britannico.
Era il quarto figlio di Robert e della di lui consorte, Mary Dickinson.

## Biografia

### Prime esperienze in marina
Entrato giovane nella Royal Navy, il 7 agosto 1778 fu promosso tenente. Tre anni dopo entrò agli ordini di Sir George Brydges Rodney. Il 14 aprile 1782 fu promosso comandante ed il 20 marzo 1783 divenne capitano. Con il ristabilimento della pace fu posto fuori ruolo a mezza paga. Trascorse quindi un anno in Francia per apprendere la lingua francese.
Nel 1790 rientrò nei ranghi della marina, ricevendo un comando, e da allora rimase sempre in servizio. Nel 1798, al comando della nave Alexander, fu inviato nel Mediterraneo agli ordini dell'ammiraglio Nelson. Partecipò quindi alla battaglia del Nilo.

### Governatore di Malta
Alexander Ball fu una figura molto importante negli eventi che portarono Malta nella sfera del dominio britannico. Malta era stata occupata dalle truppe francesi dirette in Egitto per la campagna militare d'oltremare condotta da Napoleone Bonaparte. Questi, prendendo a pretesto il rifiuto del Gran Maestro dell'Ordine di Malta, Ferdinand von Hompesch zu Bolheim, di consentire alla flotta francese al completo di attraccare nei porti dell'isola per rifornirsi di acqua, come richiesto, sbarcò in forze sull'isola, si rifornì, oltre che di acqua, di molti dei tesori giacenti nelle casse dell'Ordine e nelle chiese di Malta e salpò poi alla volta dell'Egitto il 19 giugno 1798, lasciando nell'isola di Malta e in quella di Gozo, una guarnigione forte di, tra soldati ed ufficiali francesi, 3053 uomini e cinque compagnie di artiglieria, al comando del generale Vaubois, non senza aver prima deportato l'intera compagine dei Cavalieri di Malta, sostituendoli nel governo dell'isola con Vaubois.
I maltesi tuttavia, benché detestassero da tempo il dispotismo dei Cavalieri, capirono di essere passati, con il cambio di padrone, dalla padella alla brace: i provvedimenti presi dai francesi, secondo i criteri rivoluzionari, in particolare l'espulsione dei religiosi non maltesi, il saccheggio delle chiese, l'istituzione dei matrimoni civili, ecc. destarono un forte scontento nella popolazione, tanto che il 2 settembre 1798 si scatenò la rivolta, che si estese rapidamente in tutta l'isola di Malta e a quella di Gozo. I ribelli chiesero ed ottennero aiuti da Gran Bretagna e Regno di Sicilia, che inviarono loro armi, munizioni e viveri, cosicché i francesi furono costretti a ritirarsi nelle loro fortificazioni, a Gozo ed a La Valletta. Iniziò così il blocco navale dell'isola, condotto inizialmente da alcune navi portoghesi. Il blocco fu proseguito dalla marina britannica. I maltesi intanto avevano formato un'Assemblea Nazionale provvisoria, che inviò messaggi con richieste di aiuto alla flotta inglese presente in Sicilia. Gli aiuti non si fecero attendere: 13 navi inglesi, al comando del capitano sir James Saumarez raggiunsero l'isola e Alexander Ball vi sbarcò il 12 ottobre 1798, come Governatore in nome di Sua Maestà Britannica.
Alexander Ball piacque subito ai maltesi, divenendo molto popolare. Il timore che in un futuro non lontano, andati via gl'inglesi, Malta finisse in altre mani, spinse i maltesi a sposare la causa di un'annessione al Regno Unito. In una lettera inviata a Ball da uno dei capi della rivolta maltese, scritta da Vincenzo Borġ, i maltesi affermarono che «…la gran maggioranza di noi desidera vedere le nostre isole sotto la giurisdizione inglese».
La guarnigione francese, con in testa il suo comandante, si arrese il 3 settembre 1800 ai 2 comandanti della Royal Navy, ricevendo l'onore delle armi e ottenendo il reimbarco il 4 con destinazione Marsiglia.
Una parte non trascurabile di maltesi era favorevole all'annessione al Regno di Napoli. Alexander Ball seppe gestire molto bene la questione, calmando gli animi e ottenendo la costituzione di una nuova Assemblea Nazionale che il 9 febbraio 1799 lo proclamò Presidente, cambiando il proprio nome in Congresso Nazionale,  per enfatizzare la necessità di un compromesso. Le difficoltà cui andò successivamente incontro Ferdinando III, re di Sicilia (e lV di Napoli), consentirono a Ball di trasferire ulteriori poteri alle forze armate britanniche, che si trovavano in Malta.
Nel gennaio 1799 l'ammiraglio Nelson così scriveva a Ball:
"P.S. – In case of the Surrender of Malta, I beg you will not do anything which can hurt the feelings of their Majesties. Unite their Flag with England’s, if it cannot, from the disposition of the Islanders, fly alone.»
(Lettera del gennaio 1999 di Nelson a Ball.)
Nel febbraio 1801 Ball fu nominato Commissario della Marina a Gibilterra e dovette lasciare Malta; il governatorato passò ad Henry Pigot, la cui tirannica amministrazione faceva infuriare i maltesi.
Ball divenne baronetto il 24 giugno 1801. Il governo britannico lo rimandò quindi a Malta come Ministro plenipotenziario di Sua Maestà Britannica per l'Ordine di San Giovanni, a coordinare la partenza britannica in base al Trattato di Amiens del 1802, che riassegnava la sovranità dell'isola ai Cavalieri di San Giovanni. Tuttavia la situazione mutò rapidamente con la tendenza di Napoleone e della Gran Bretagna a farsi guerra, per cui Ball fu pregato di ritardare l'evacuazione delle truppe inglesi dall'isola. Napoleone era ansioso di vedere gl'inglesi fuori dal Gran Porto, sostenendo che avrebbe preferito vedere questi ultimi controllare un sobborgo di Parigi piuttosto che l'isola di Malta. Nel 1803 la guerra riprese a causa del rifiuto inglese a lasciare l'isola. Dopo la caduta di Napoleone, con il Trattato di Parigi del 1814, come ratificato dal Congresso di Vienna, Malta e le sue dipendenze passarono definitivamente sotto la giurisdizione del Regno Unito.
Sir Alexander Ball fu probabilmente il capo più amato dalla popolazione maltese. Samuel Taylor Coleridge divenne uno degli assistenti di Ball nel 1804 e più tardi descrisse la sua amministrazione in The Friend,  definendolo «…veramente un grand'uomo».

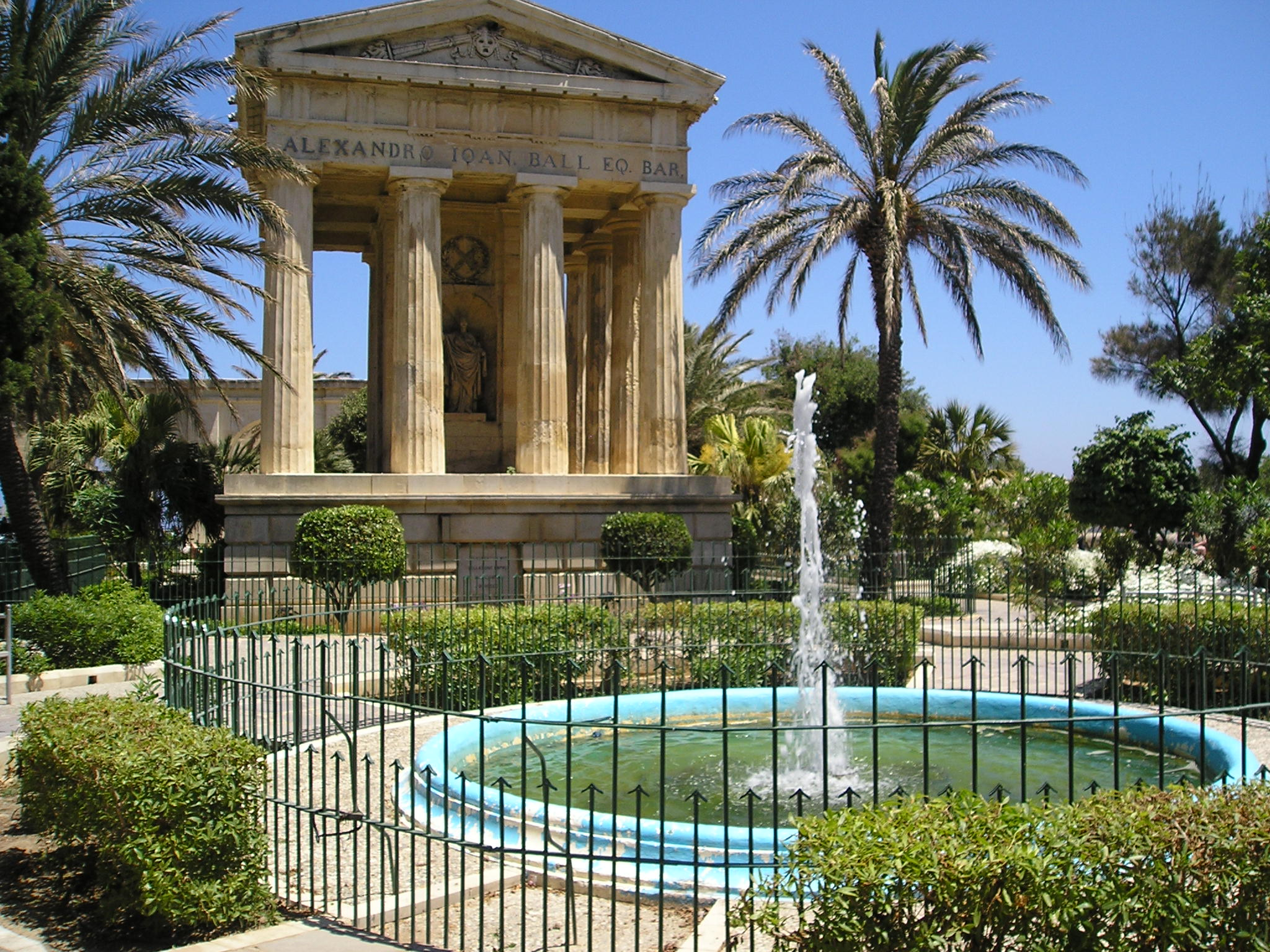
Monumento a Sir Alexander Ball all'interno dei Lower Barrakka Gardens

Ball morì a Malta nel Palazzo Sant'Antonio il 25 ottobre 1809 e fu sepolto nell'isola. Nel Lower Barrakka Gardens, a La Valletta, i maltesi eressero nel 1810 un monumento alla sua memoria. Restaurato nel 1884, esso rimane una testimonianza dell'affetto e del rispetto che i maltesi ebbero per lui.